# Carolina Cucumides
Carolina Elsa Icela Cucumides Calderón (Santa Cruz, 1976) es una ingeniera comercial que ejerció como Gobernadora de la provincia de Colchagua entre 2014 y 2016.

## Biografía
Nacida en la comuna de Santa Cruz. Pasó su primera infancia y juventud ligada a la comuna de Palmilla, donde su familia se estableció al llegar a Chile.
Ingeniera Comercial y candidata a Magíster en Gobierno y Sociedad de la Universidad Alberto Hurtado.
Militante del Partido Por la Democracia (PPD), fue dirigente universitaria y presidenta de la Juventud de su partido entre los años 2000 y 2002.
Se ha desempeñado en los Ministerios de Interior, Obras Públicas, la SUBDERE, en el ámbito laboral universitario y de la investigación, realizando asesorías en materia de fomento productivo, planificación y creación de proyectos.
Su vida laboral en el ámbito público la inició en el programa ChileBarrio, luego se desempeñó en la JUNJI, pasando a continuación a la SUBDERE, al programa Comuna Segura y de ahí al Ministerio de Obras Públicas y la Comisión Nacional de Investigación Científica y Tecnológica, CONICYT.  En el ámbito universitario, trabajó en el Centro de Innovación de la Universidad Central.   Posteriormente se trasladó a la subdirección de Desarrollo Económico Local de la Municipalidad de Santiago.
Asumió el 11 de marzo de 2014 como gobernadora de la provincia de Colchagua, designada por la Presidenta Michelle Bachelet, cargo al que renunció en 2016 para postular como candidata a diputada al año siguiente, representando al distrito 16. Perdió dicha elección.

## Historial electoral

### Elecciones parlamentarias de 2017
- Elecciones parlamentarias de 2017 a Diputados por el distrito 16 (Chimbarongo, Las Cabras, Peumo, Pichidegua, San Fernando, San Vicente, Chépica, La Estrella, Litueche, Lolol, Marchigüe, Nancagua, Navidad, Palmilla, Paredones, Peralillo, Pichilemu, Placilla, Pumanque y Santa Cruz)[3]

| Candidato                   | Pacto                        | Partido | Votos  | %    | Resultados |
| --------------------------- | ---------------------------- | ------- | ------ | ---- | ---------- |
| Alejandra Sepúlveda Orbenes | Coalición Regionalista Verde | FREVS   | 31 685 | 23,0 | Diputada   |
| Ramón Barros Montero        | Chile Vamos                  | UDI     | 21 867 | 15,9 | Diputado   |
| Juan Carlos Latorre Carmona | Convergencia Democrática     | PDC     | 10 705 | 7,7  |            |
| Carolina Cucumides Calderón | La Fuerza de la Mayoría      | PPD     | 9 153  | 6,6  |            |
| Cosme Mellado Pino          | La Fuerza de la Mayoría      | PRSD    | 8 864  | 6,4  | Diputado   |
| Virginia Troncoso Hellman   | Chile Vamos                  | UDI     | 7 977  | 5,8  | Diputada   |
| Julio Ibarra Maldonado      | Chile Vamos                  | RN      | 7 909  | 5,7  |            |
| Morín Contreras Concha      | La Fuerza de la Mayoría      | PS      | 2 459  | 1,8  |            |

### Elecciones parlamentarias de 2021
- Elecciones parlamentarias de 2021 a Diputados por el distrito 16 (Chimbarongo, Las Cabras, Peumo, Pichidegua, San Fernando, San Vicente, Chépica, La Estrella, Litueche, Lolol, Marchigüe, Nancagua, Navidad, Palmilla, Paredones, Peralillo, Pichilemu, Placilla, Pumanque y Santa Cruz)[4]

| Candidato                     | Pacto                          | Partido | Votos  | %    | Resultados |
| ----------------------------- | ------------------------------ | ------- | ------ | ---- | ---------- |
| Carla Morales Maldonado       | Chile Podemos Más              | RN      | 16 044 | 11.8 | Diputada   |
| Cosme Mellado Pino            | Nuevo Pacto Social             | PR      | 13 469 | 9.9  | Diputado   |
| Carolina Cucumides Calderón   | Nuevo Pacto Social             | Ind-PS  | 11 471 | 8.5  |            |
| Eduardo Cornejo Lagos         | Chile Podemos Más              | UDI     | 10 862 | 8.0  | Diputado   |
| Félix Bugueño Sotelo          | Apruebo Dignidad               | FRVS    | 9035   | 6.7  | Diputado   |
| Yasna Zavalla Morales         | Independiente (Fuera de Pacto) | Ind.    | 8316   | 6.1  |            |
| Juan de Dios Valdivieso Tagle | Chile Podemos Más              | RN      | 7929   | 5.9  |            |